# 水果公園站
水果公園站（日语：／ Furūtsupāku eki */?）是位於靜岡縣濱松市濱名區都田町4072番25號，天龍濱名湖鐵道的天龍濱名湖線車站。

## 歷史
- 1996年（平成8年）3月18日 - 車站啟用[1]。
- 2019年（令和元年）9月15日 - 在濱松市水果公園時之栖舉行「KATANA（日语：スズキ・カタナ） Meeting 2019」活動，此日改名為「KATANA站」[2]。

## 車站構造
車站是一座地面車站，設有1面1線的單式月台。月台東邊設有三角屋頂的車站大樓。
此站是無人車站。在黄金周和暑假期間，此站會較多乘客使用，當時會臨時設置車站職員。

## 使用狀況
以下為近年1日平均乘車人次
| 乘車人次變化 | 乘車人次變化      |
| 年度         | 一日平均 乘車人次 |
| ------------ | ----------------- |
| 2008         | 17                |
| 2009         | 15                |
| 2010         | 16                |
| 2011         | 33                |
| 2012         | 26                |
| 2013         | 44                |
| 2014         | 18                |
| 2015         | 14                |
| 2016         | 13                |
| 2017         | 14                |
| 2018         | 11                |

## 車站周邊
車站附近沒有住宅，較多樹林。車站靠近新所原一方設有都田川。
- 濱松市水果公園時之栖（日语：浜松市フルーツパーク）（步行8分鐘）
- 國道362號（日语：国道362号）

## 相鄰車站
天龍濱名湖鐵道
天龍濱名湖線
宮口－水果公園－都田

## 注腳
1. 1 2  . 靜岡新聞 (靜岡新聞社). 1996-03-19: 21 （日语）.
2. ↑   (PDF) (新闻稿). 天竜浜名湖鉄道. 2019-09-06  [2019-10-02]. （原始内容存档 (PDF)于2021-10-07） （日语）.
3. ↑  濱松市統計書

## 外部連結
- 水果公園站 （页面存档备份，存于）（日語） - 天龍濱名湖鐵道株式會社
- 濱松水果公園時之栖 （页面存档备份，存于）（日語）